# Johnny Mize

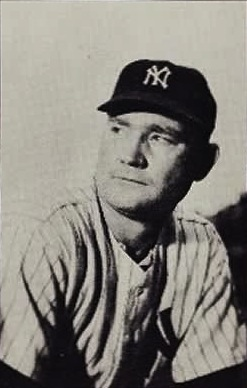
Johnny Mize 1953.

John Robert "Johnny" Mize, född den 7 januari 1913 i Demorest i Georgia, död den 2 juni 1993 i Demorest i Georgia, var en amerikansk professionell basebollspelare som spelade 15 säsonger i Major League Baseball (MLB) mellan 1936 och 1953. Han missade tre säsonger på grund av militärtjänst under andra världskriget. Mize var förstabasman.
Mize inledde sin MLB-karriär i St. Louis Cardinals. Därefter spelade han för New York Giants 1942 och 1946–1949. I New York Yankees vann han World Series fem gånger i rad 1949–1953.
Mize valdes 1981 in i Hall of Fame.

### Webbkällor
- ”Johnny Mize Career Stats” (på engelska). ESPN. https://www.espn.com/mlb/player/stats/_/id/25348/johnny-mize. Läst 10 februari 2024.
- ”Johnny Mize Statistics and History” (på engelska). Baseball-Reference.com. https://www.baseball-reference.com/players/m/mizejo01.shtml. Läst 10 februari 2024.